# Distanzstein Lubast

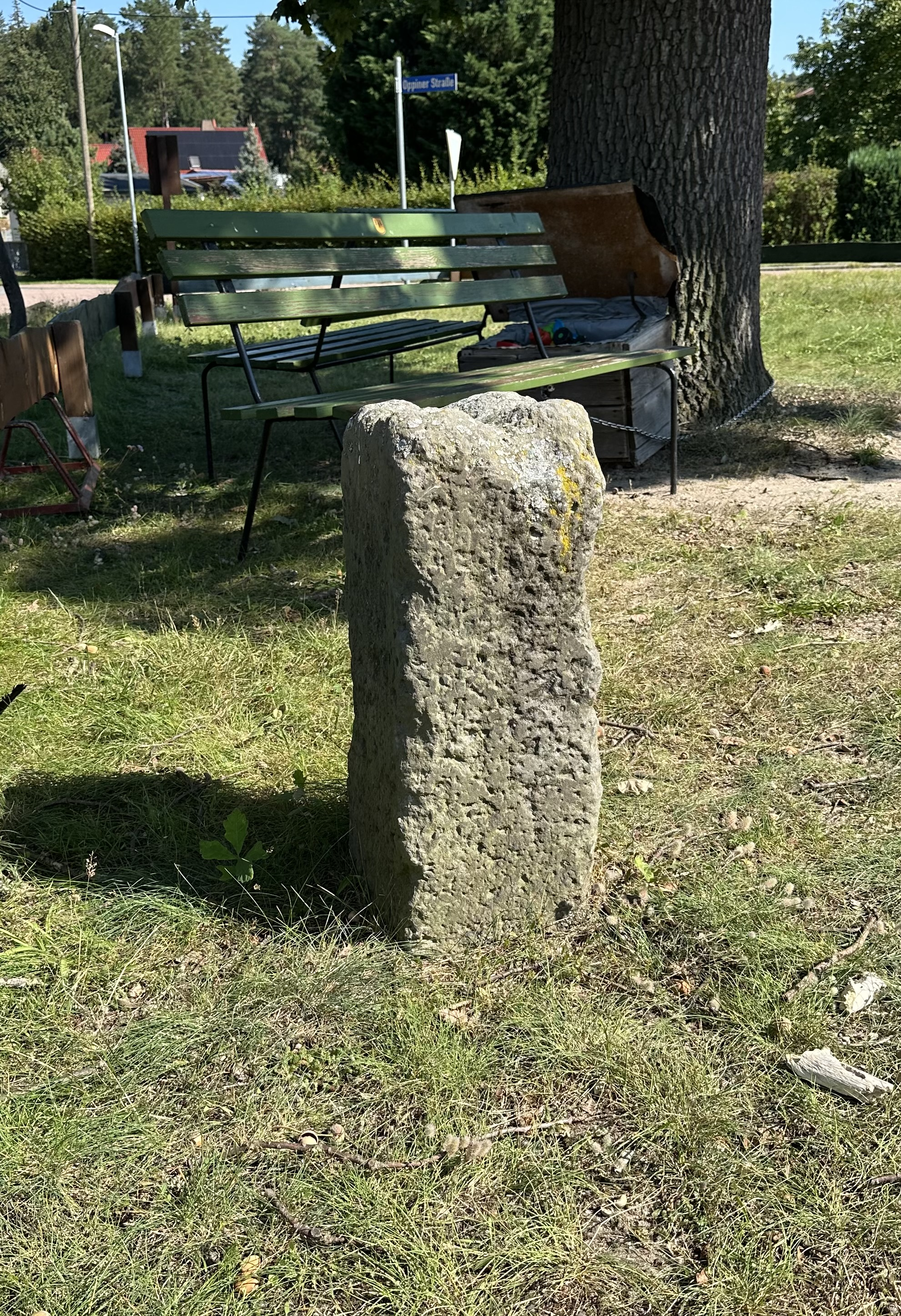
Distanzstein Lubast, 2023

Der Distanzstein Lubast ist ein denkmalgeschützter Wegweiserstein im – zur Stadt Kemberg in Sachsen-Anhalt gehörenden – Dorf Lubast.

## Lage
Der Stein befindet sich im Ortszentrum von Lubast, südlich der Lubaster Straße, auf einem kleinen Platz, der durch die Einmündungen von Töpferstraße und Oppiner Straße gebildet wird.

## Gestaltung und Geschichte
Der Wegweiserstein stammt vermutlich aus der Zeit um 1875 und markiert die Kreuzung historischer Straßen. Auf ihm befanden sich Entfernungsangaben, die heute jedoch nicht oder nur noch schwer zu lesen sind. Eine verwies auf Gräfenhainichen.
Im Denkmalverzeichnis des Landes Sachsen-Anhalt ist der Distanzstein unter der Erfassungsnummer 094 97949 als Kleindenkmal verzeichnet.